# فهرست نویسندگان سده شانزدهم (میلادی) فرانسه
- گیوم دو لا پریر (۱۵۶۵–۱۵۰۳)
- موریس سو (۱۵۶۲–۱۵۰۵)
- میشل دو لوسپیتال (۱۵۷۳–۱۵۰۵)
- گیوم گوئرول (۱۵۶۹–۱۵۰۷)
- ژان کالون (۱۵۶۴–۱۵۰۹)
- بنوانتور د پریه (۱۵۴۴–۱۵۱۰)
- پییر ویره (۱۵۷۱–۱۵۱۱)
- توما سبیه (۱۵۸۹–۱۵۱۲)
- ژاک امیو (۱۵۹۳–۱۵۱۳)
- لوئی د مسور (۱۵۷۴–۱۵۱۵)
- گیوم بوشه (۱۵۹۴–۱۵۱۵)
- ژاک پولتیه دو مان (۱۵۸۲–۱۵۱۷)
- تئودور دو بز (۱۶۰۵–۱۵۱۹)
- نوئل دو فل (۱۵۹۱–۱۵۲۰)
- ژاک ییوه (۱۵۷۰–۱۵۲۰)
- ژیل دو گوبرویل (۱۵۷۸–۱۵۲۱)
- پونتو دو تیار (۱۶۰۵–۱۵۲۱)
- یواخیم دو بلی (۱۵۶۰–۱۵۲۲)
- پییر دو رونسار (۱۵۸۵–۱۵۲۴)
- فرانسوا اوتمان (۱۵۹۰–۱۵۲۴)
- لوئی لبه (۱۵۶۵–۱۵۲۶)
- رمی بلو (۱۵۷۷–۱۵۲۸)
- اتین پاسکیه (۱۶۱۵–۱۵۲۹)
- اتین دو لا بوئتی (۱۵۶۳–۱۵۳۰)
- کلود فوشه (۱۶۰۲–۱۵۳۰)
- ژان بودن (۱۵۹۶–۱۵۳۰)
- آنری استین (۱۵۸۹–۱۵۳۱)
- ژان آنتوان دو بف (۱۵۸۹–۱۵۳۲)
- اتین ژودل (۱۵۷۳–۱۵۳۲)
- میشل دو مونتنی (۱۵۹۲–۱۵۳۳)
- ژان دو لا تی (۱۶۱۷–۱۵۳۳/۱۵۴۰)
- ژان پاسرا (۱۶۰۲–۱۵۳۴)
- نیکولا راپن (۱۶۰۸–۱۵۳۵)
- ژان ووکولن دو لا فرزنه (۱۶۰۶–۱۵۳۶)
- سه‌وول دو سنت مارت (۱۶۲۳–۱۵۳۶)
- بنینی پواسونو (۱۵۸۷–۱۵۳۷)
- ژاک گره‌ون (۱۵۷۰–۱۵۳۸)
- اولیویه دو سر (۱۶۱۹–۱۵۳۹)
- پییر پیتو (۱۵۹۶–۱۵۳۹)
- پییر دو بوردی (۱۶۱۴–۱۵۴۰)
- پییر دو لاریوی (۱۶۱۹–۱۵۴۰)
- فلوران کرستین (۱۵۹۶–۱۵۴۰)
- پییر شارون (۱۶۰۳–۱۵۴۱)
- گیوم دو بارتا (۱۵۹۰–۱۵۴۴)
- ژان پاپیر ماسون (۱۶۱۱–۱۵۴۴)
- روبر گارنیه (۱۵۹۰–۱۵۴۵)
- فیلیپ دسپورت (۱۶۰۶–۱۵۴۶)
- پییر دو لستوال (۱۶۱۱–۱۵۴۶)
- ژان دو لاسه‌پد (۱۶۲۳–۱۵۴۸)
- اتین تابورو دزاکور (۱۵۹۰–۱۵۴۹)
- فیلیپ دو مورنه (۱۶۲۳–۱۵۴۹)
- فرانسوا دامبواز (۱۶۱۹–۱۵۵۰)
- اودت دو تورنب (۱۵۸۱–۱۵۵۲)
- ژان برتو (۱۶۱۱–۱۵۵۲)
- تئودور آگریپا دوبین‌یه (۱۶۳۰–۱۵۵۲)
- فرانسوا دو مالرب (۱۶۳۰–۱۵۵۲)
- ژاک دوی دو پرون (۱۶۱۸–۱۵۵۶)
- فرانسوا بروآلد دو ورویل (۱۶۲۶–۱۵۵۶)
- گیوم دو ور (۱۶۲۱–۱۵۵۶)
- ژان دو سپوند (۱۵۹۵–۱۵۵۷)
- ماکسیمیلین دو بثون، دوک سولی (۱۶۴۱–۱۵۶۰)
- الکساندر اردی (۱۶۳۲–۱۵۶۰/۱۵۷۰)
- فرانسوا دو سل (۱۶۲۲–۱۵۶۷)
- اونوره دورفه (۱۶۲۵–۱۵۶۷)
- ژان بتیست شسین‌یه (۱۶۳۵–۱۵۷۰)
- ژان اوگیه دو گومبول (۱۶۶۶–۱۵۷۰)
- آنتوان دو نروز (۱۶۲۲–۱۵۷۰)
- متورین رنی‌یه (۱۶۱۳–۱۵۷۳)
- آنتوان دو مون‌کرتین (۱۶۲۱–۱۵۷۵)
- آنری دوک روآن (۱۶۳۸–۱۵۷۹)
- ژان دوورژیه دو اورن (۱۶۴۳–۱۵۸۱)
- فرانسوا مه‌نار (۱۶۴۶–۱۵۸۲)
- ژان پییر کمو (۱۶۵۲–۱۵۸۳)
- ژان دو شولاندر (۱۶۳۵–۱۵۸۵)
- کلود فور دو ووژولا (۱۶۵۰–۱۵۸۵)
- فرانسوا دو لا موث لو ویه (۱۶۷۲–۱۵۸۸)
- اونورا دو بوئی (۱۶۷۰–۱۵۸۹)
- تئوفیل دو ویئو (۱۶۲۶–۱۵۹۰)
- فرانسوا لو متل دو بواس‌روبر (۱۶۶۲–۱۵۹۲)
- مارک آنتوان ژیرار دو سن‌امان (۱۶۶۱–۱۵۹۴)
- ژان شاپولن (۱۶۷۴–۱۵۹۵)
- ژان ده‌ماره دو سن‌سورلن (۱۶۷۶–۱۵۹۵)
- رنه دکارت (۱۶۵۰–۱۵۹۶)
- کلود ملویل (۱۶۴۷–۱۵۹۷)
- ونسان ووآتور (۱۶۴۸–۱۵۹۷)
- ژان لوئی گه دو بالزاک (۱۶۸۴–۱۵۹۷)
- گیوم کولت (۱۶۵۹–۱۵۹۸)
- مادلن دو سبله (۱۶۷۸–۱۵۹۹)